# Katedra Notre-Dame des Doms w Awinionie
Katedra Notre-Dame w Awinionie (fr. Cathédrale Notre-Dame des Doms) – romański kościół, od IV wieku siedziba diecezji, od 1475 archidiecezji Awinionu. Znajduje się obok pałacu papieskiego i dawnego pałacu biskupiego, wraz z którymi tworzy cenny, średniowieczny zespół architektoniczny skupiony wokół placu zamkowego. Miejsce pochówku papieży: Jana XXII i Benedykta XII. 
Obecna katedra powstała po 1150 roku w stylu romanizmu prowansalskiego. W 1209 roku miał tu miejsce sobór narodowy. W XIV wieku znaczenie świątyni wzrosło ze względu na przeniesienie w 1305 do Awinionu siedziby papieża. Świątynia była miejscem ważnych wydarzeń – dokonano tu kanonizacji m.in. Bernarda z Comminges, Ludwika z Tuluzy i Tomasza z Akwinu. Ponadto w obecności króla Karola VI Ludwikowi Andegaweńskiemu nadano tytuł regenta. W 1334 roku papież Jan XXII ustanowił święto Trójcy Przenajświętszej.  
Katedra została rozbudowana w XIV wieku, wówczas otrzymała wieżę, która zawaliła się w 1405, zaś w 1425 odbudowano ją. Wcześniej, w roku 1336, Giacomo Stefaneschi, kardynał Saint-Georges, zaprosił do Awionionu Simone Martiniego, czołowego malarza włoskiego Trecenta, przedstawiciela szkoły sieneńskiej. Zlecił on artyście namalowanie fresków w kruchcie świątyni, które wykonał w 1343. Świątynię rozbudowano po 1425, a w XVII wieku została częściowo przebudowana w duchu baroku. W 1859 wieku wieżę zachodnią zwieńczono monumentalną, pozłacaną figurą Najświętszej Marii Panny.  
Katedra jest świątynią jednonawową z kaplicami bocznymi, krótkim, poligonalnie zamkniętym prezbiterium i masywem zachodnim z wieżą poprzedzonym kruchtą. Wnętrze nakryte jest sklepieniem kolebkowym z gurtami oddzielającymi poszczególne przęsła. Na wysokości przedostatniego przęsła znajduje się kopuła. Kaplice oddzielone są za pomocą barokowych arkad, ponad którymi znajduje się strefa balkonów z ozdobnymi balustradami. Na zewnątrz świątynia ozdobiona jest antycznymi spoliami – fragmentami kolumn korynckich pochodzących z czasów rzymskich. Na wieży wisi 36 dzwonów, wśród których największy waży 9 ton. 
Wewnątrz znajdują się m.in. dwa nagrobki papieży Benedykta XII i Jana XXII, gotyckie, w typie tumbowym, z rzeźbionymi postaciami papieży na płycie wierzchniej i ścianach bocznych z ostrołukowymi arkadami mieszczącymi figury członków dworu papieskiego. Ponadto znajduje się kamienna mensa ołtarzowa datowana na VI wiek. W prezbiterium stoją  mensa ołtarzowa i tron biskupi z XII wieku. W zbiorach muzeum w pałacu papieskim zachowała się kamienna płyta z malowidłami Simone Martiniego przedstawiającymi Maryję z aniołami.

## Galeria

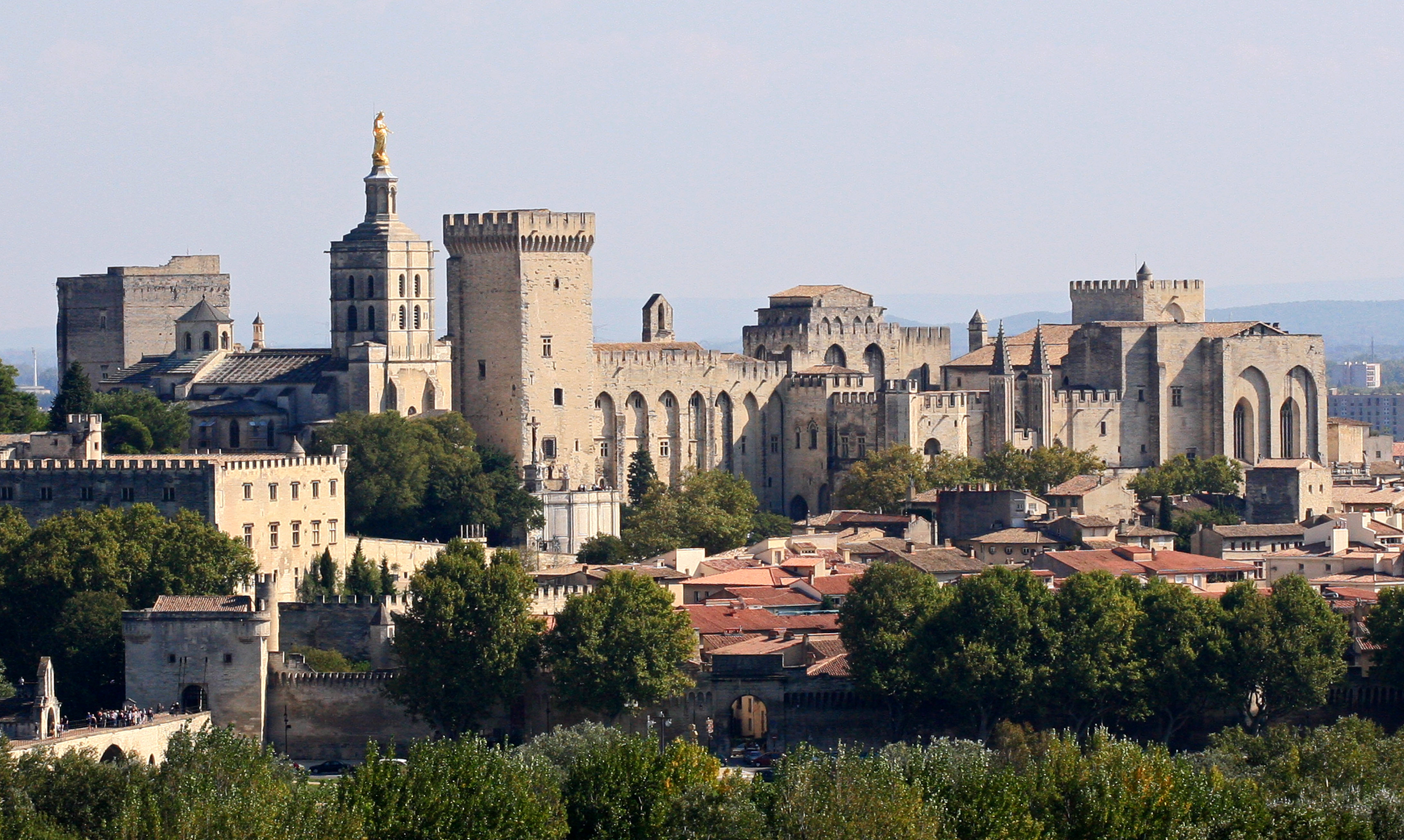
Widok na katedrę i pałac papieski
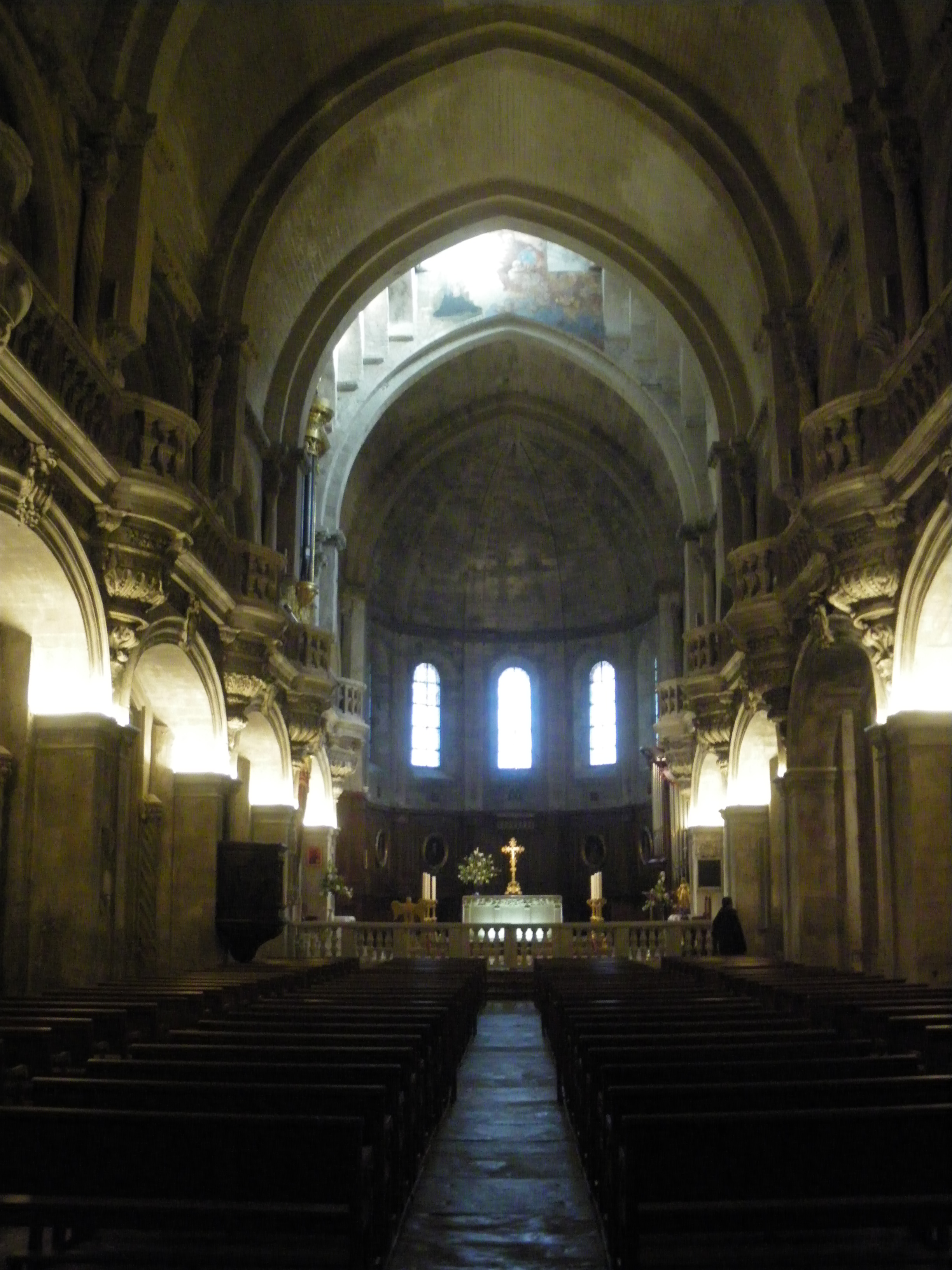
Wnętrze katedry
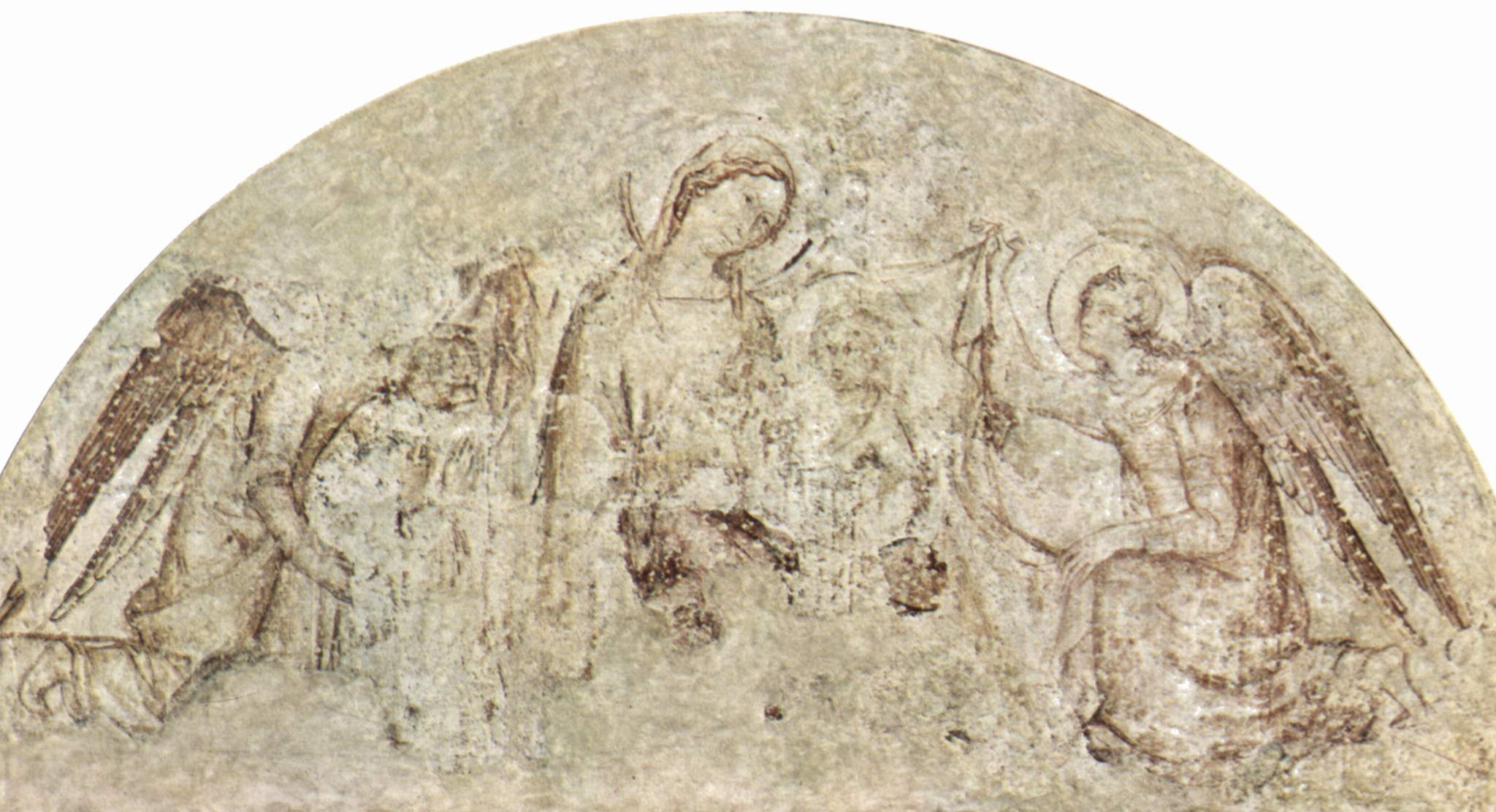
Simone Martini, Madonna z Dzieciątkiem i aniołami
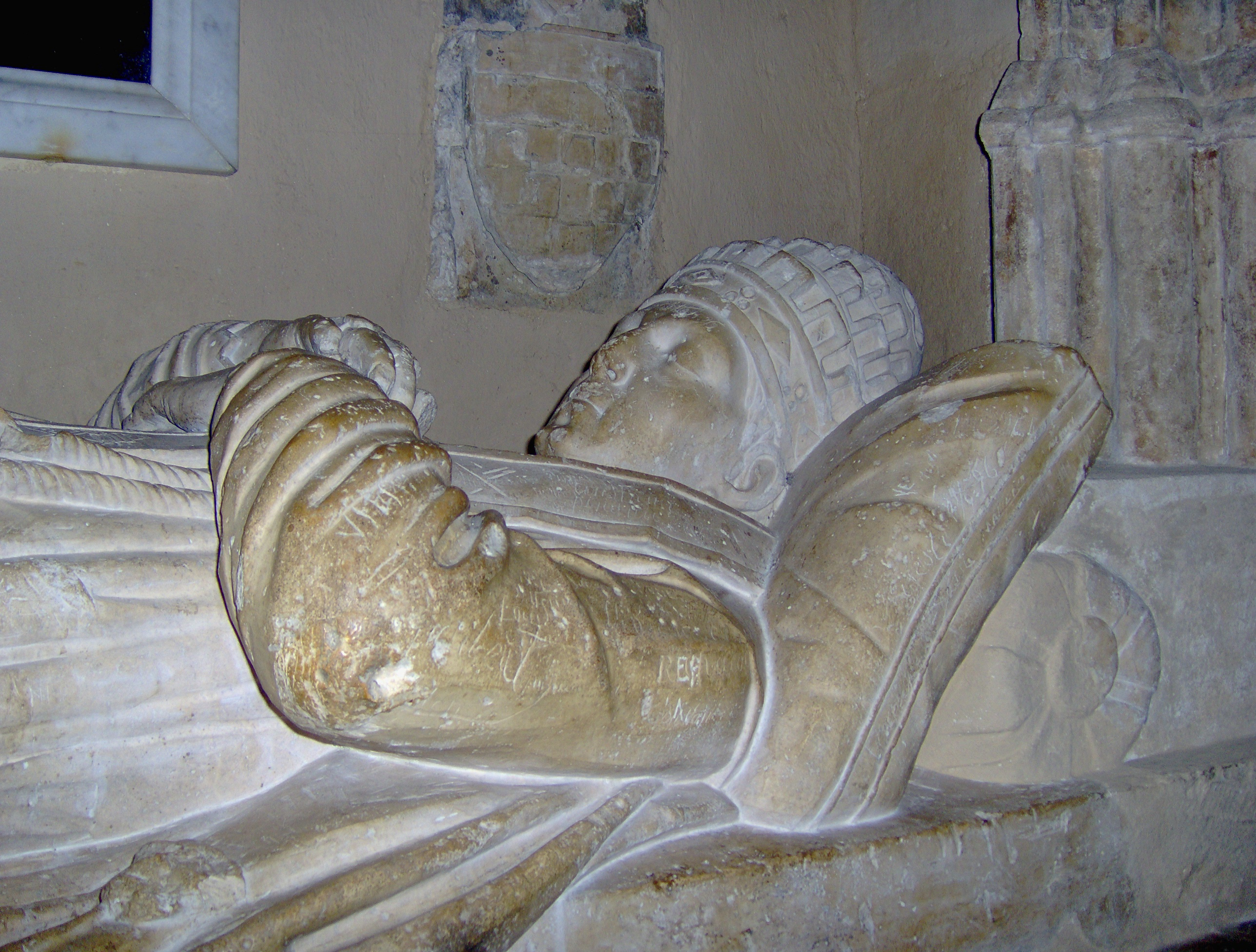
Fragment nagrobka papieża Benedykta XII